# حمزة (مقاطعة فهرج)
حمزة (بالإنجليزية: Tolombeh-ye Hamzeh)‏ هي مستوطنة تقع في كرمان في إيران. يقدر عدد سكانها بـ 62 نسمة .